# Grinder (plaats)
Grinder is een plaats in de Noorse gemeente Grue in fylke Innlandet. Het dorp ligt iets ten zuiden van de hoofdplaats Kirkenær aan de Glomma. Het dorp heeft een station aan Solørbanen dat niet meer in gebruik is voor personenvervoer.